# Pieve Santo Stefano
Pieve Santo Stefano é uma comuna italiana da região da Toscana, província de Arezzo, com cerca de 3 316 habitantes. Estende-se por uma área de 155 km², tendo uma densidade populacional de 21 hab/km². Faz fronteira com Anghiari, Badia Tedalda, Caprese Michelangelo, Chiusi della Verna, Sansepolcro, Verghereto (FC).

## Demografia
| Variação demográfica do município entre 1861 e 2011                               |
|                                                                                   |
| Fonte: Istituto Nazionale di Statistica (ISTAT) - Elaboração gráfica da Wikipedia |